# Dopis

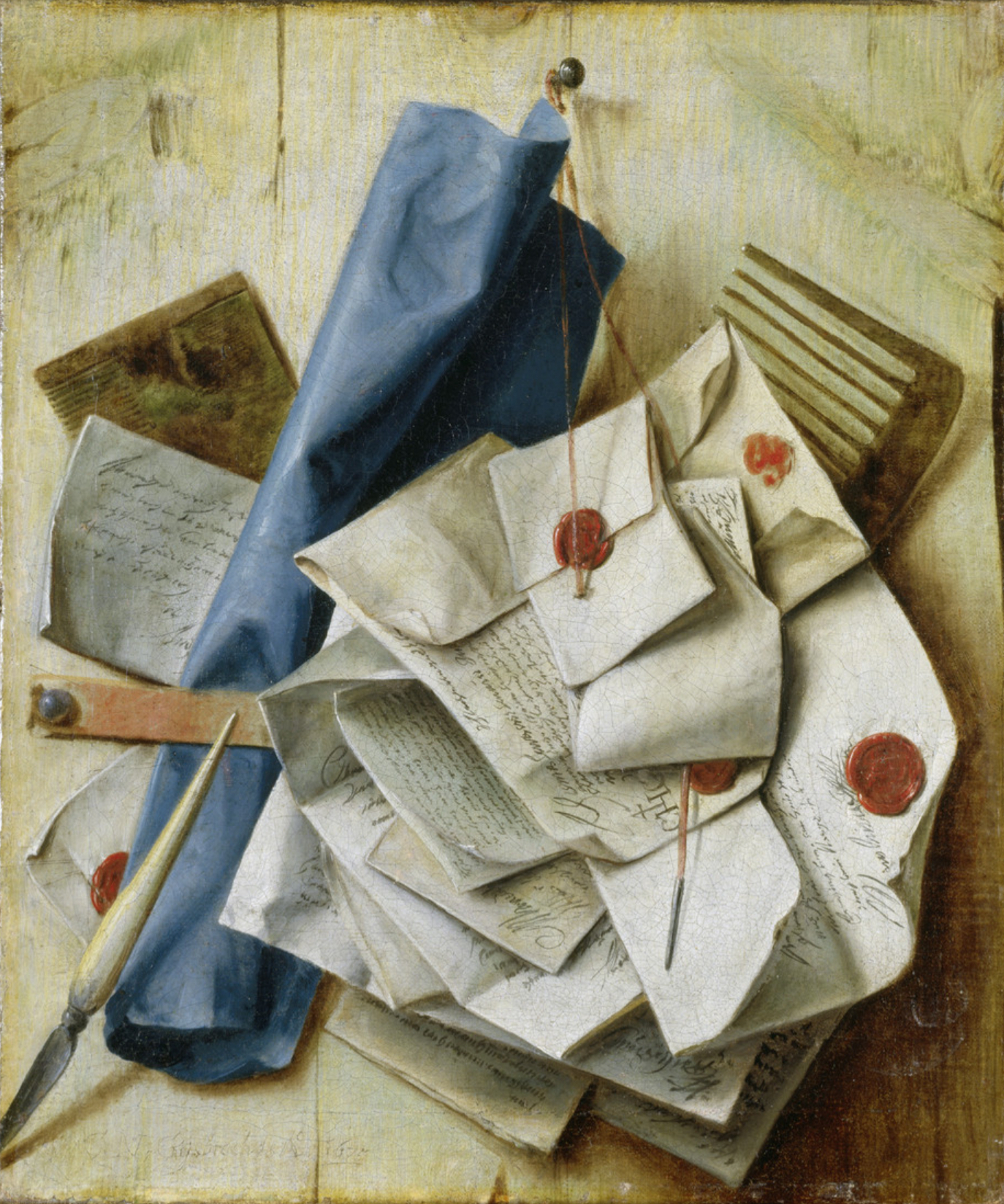
Obraz Quodlibet od Cornelia Gysbrechtse

Dopis nebo také psaní je písemná zpráva s aktuálním obsahem odeslaná od jedné osoby či instituce (odesílatele) k druhé osobě či instituci (adresátovi), prostřednictvím třetí osoby či instituce (poštovního operátora či klienta). Psaním dopisů, jako kulturním jevem, se zabývá epistolografie.
Písemný styk se nazývá korespondence, jako korespondence se také nazývá soubor došlých a odeslaných písemností. Korespondence mnohdy slouží jako historický  doklad. Korespondence historických osob bývá někdy vydávána knižně.

## Historie a vývoj dopisu
Dopis je pravděpodobně stejně starý jako písmo samo. Dopisy se psaly už ve Starověkém Egyptě, v Číně a Sumerské říši, přes Říši římskou, Staré Řecko až po současnost. Této podoby předávání informací bylo využíváno jak ve sféře osobní (dopisy mezi přáteli, milostné dopisy ap.), tak i v diplomacii či vědě. Některé pasáže Bible jsou psány formou dopisů. Dopis byl po dlouhá staletí jediným možným způsobem komunikace na dálku. To se změnilo až s vynálezem telegrafu, telefonu a Internetu. Od konce 19. století, s vynálezem telefonu a telegrafu se význam dopisu zmenšil, zejména pro způsob dopravy, který je ze své podstaty pomalejší než telefonní a telegrafní linky. Totéž platí i pro moderní komunikační prostředky jako je e-mail nebo SMS zprávy.

## Současnost
V současnosti je dopis spojen spíše se zasíláním dalších dokumentů, pozvánek či jiných drobných věcí, vkládaných do obálky společně se samotnou zprávou. Naproti tomu se posílá stále více dopisů reklamního charakteru, majících za účel prodej zboží. S vynálezem Internetu a vznikem e-mailu dopis změnil svou fyzickou podstatu. Co se změnilo málo byl jeho obsah.

## Forma a vzhled

### Obsah
Obsahem dopisu je soukromá zpráva, oznámení, úřední předvolání, účet či faktura, nebo reklamní oznámení. Zpráva by měla obsahovat datum sepsání (vzniku, vystavení), místo sepsání, dále potom oslovení, samotné sdělení a podpis vyhotovitele zprávy. Jedná se o obecně ustálenou formu, nikoliv o předpis. Dopis začíná zpravidla pozdravem.

### Obal
Samotná zpráva se poté vkládá do obálky (či jiného uzavíratelného obalu, který připouští poštovní operátor, tento obal společně s dopisem vytvoří psaní) společně s dalšími dokumenty či drobnými předměty. Obálka (pokud není stanoveno jinak) musí obsahovat adresu osoby (adresáta), jíž je samotný dopis určen (adresu musí tvořit znaky a to v míře nezbytně nutné pro přesnou identifikaci adresáta bez nutnosti vrátit zásilku zpět k doplnění). Zásilka se opatří ceninou (obvykle poštovní známka) ve výši stanovené ceníkem poštovního operátora nebo může být doručena osobně případně prostřednictvím posla (poslíčka).
Do obálky se nevkládá dopisnice (nesložený kartónový lístek, pohlednice nebo dopisnice s natištěnou výplatní známkou – korespondenční lístek). Česká pošta považuje dopisnici za psaní.

## Nevýhody
Hlavním negativem dopisu je, že k jeho doručení je potřeba dalších osob, čímž se zvyšuje riziko ztráty, zničení či porušení listovního tajemství, což může mít za následek finanční i jiné ztráty.